# Ischnotoma eburnea
Ischnotoma eburnea är en tvåvingeart som först beskrevs av Walker 1848.  Ischnotoma eburnea ingår i släktet Ischnotoma och familjen storharkrankar. Inga underarter finns listade i Catalogue of Life.